# Leo Weismantel
Leo Weismantel, född den 10 juni 1888 i Obersinn, Rhön,  död den 16 september 1964 i Rodalben, var en tysk författare.
Weismantel, som var filosofie doktor, var särskilt bland sina romersk-katolska trosförvanter mycket populär genom romaner och berättelser (Mari Madlen, 1918, Die Bettler des lieben Gottes, 1919, Die Brotgeiger, samma år, Die Kläuse von Niklashausen, samma år, Das unheilige Haus, 1922, Der närrische Freier och Johann Christin, der Richter von Orb, 1923 med flera), legenderna Fürstbischof Hermannszug in die Rhön (1920) och de dramatiska Die Reiter der Apokalypse (1919), Der Gangolfsbrunnen (1920), Das Spiel vom Blute Luzifers (1922) och Der Wächter unter dem Galgen (samma år) med mera. Weismantel tog ofta sina motiv från Rhön; han experimenterade gärna med djärva och spännande effekter.